# Aleksander Czarniawy
Aleksander Jan Czarniawy (ur. 1940) – doktor nauk farmaceutycznych, działacz społeczny i polityczny.

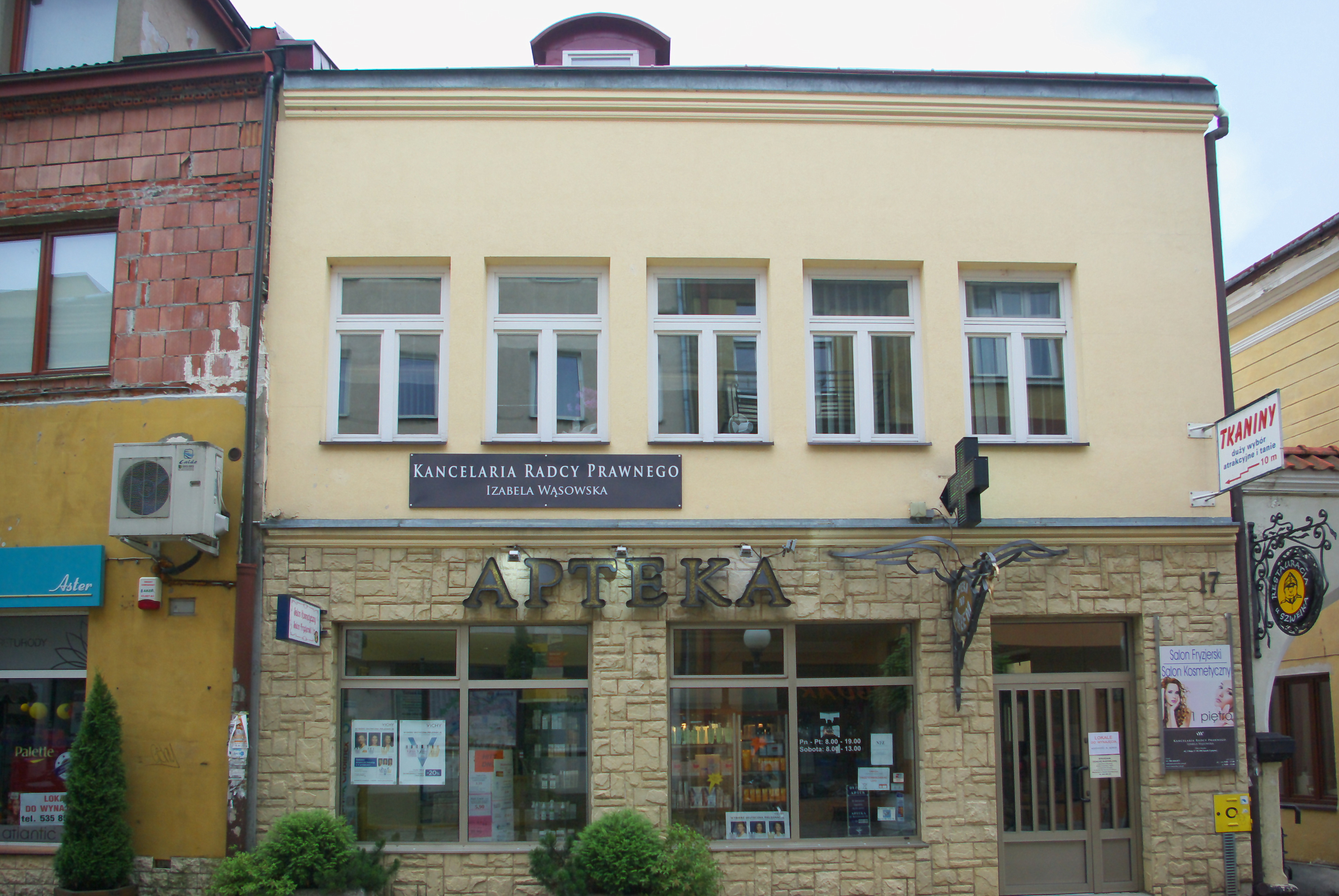
Apteka Aleksandra Czarniawego przy ul. 3 Maja 17 w Sanoku

## Życiorys
Urodził się w 1940
Ukończył studia o specjalności farmacji aptecznej uzyskując tytuł doktora nauk farmaceutycznych. Po studiach pracował jako aptekarz w Giżycku do 1979, gdzie także był radnym. Później osiadł w Sanoku. W latach 80. był kierownikiem wiodącej sanockiej apteki przy ul. Ignacego Daszyńskiego 3. W późniejszych latach wraz z żoną Barbarą (wcześniej kierowniczka sanockiego sklepu Herbapolu) i córką Beatą został właścicielem „Apteki Pod Orłem” w Sanoku, funkcjonującej przy ul. 3 Maja 17.
W okresie PRL przystąpił do Polskiego Towarzystwa Farmaceutycznego. Zaangażował się na rzecz organizacji samorządu aptekarskiego na Podkarpaciu od 1991, w tym działając także w celu opracowania historiografii. Pełnił funkcję prezesa Podkarpackiej Okręgowej Rady Aptekarskiej od początku jej istnienia – z przerwami – przez okres czterech kadencji (I: 1991-1995, II: 1995-1999, IV: 2003-2007, V: 2007-2011), a także członka i wiceprezesa PORA. Objął funkcję przewodniczącego Komitetu redakcyjnego serii wydawniczej czasopisma „Thesaurus Apotecarii”, wydawanego od 2010 przez Podkarpacką Okręgową Izbę Aptekarską w Rzeszowie oraz publikował na łamach tego periodyku. Zaangażował się także w prace Naczelnej Izbie Aptekarskiej. Na przełomie 1993/1994 publikował artykuły poradnikowe w zakresie wiedzy farmaceutycznej na łamach „Tygodnika Sanockiego”. Podjął działalność społeczną, np. na rzecz ochrony środowiska naturalnego.
Działał na polu polityki samorządowej. W 1976 został wybrany radnym Wojewódzkiej Rady Narodowej w Suwałkach. Został zastępcą przewodniczącego prezydium powołanej podczas stanu wojennego 16 września 1982 Tymczasowej Miejskiej Rady Patriotycznego Ruchu Odrodzenia Narodowego (PRON) w Sanoku, w ramach której był przewodniczącym zespołu do spraw kontaktów społecznych. 29 marca 1983 został wybrany delegatem na I Zjazd Wojewódzki PRON, 4 lipca 1983 został przewodniczącym komisji kontaktów społecznych w powołanym wówczas Komitecie Wykonawczym Rady Miejskiej PRON w Sanoku, był inicjatorem ankiety pod nazwą „Jak żyje młodzież”, przeprowadzonej pod koniec 1985 wśród uczniów sanockich szkół średnich, dotyczącej uzależnień, 25 lutego 1987 wybrany ponownie zastępcą przewodniczącego RM PRON w Sanoku podczas III Miejskiego Zjazdu PRON w Sanoku. Pełnił mandat radnego Miejskiej Rady Narodowej w Sanoku, wybierany w wyborach w 1984 (został przewodniczącym Komisji Zdrowia, Spraw Socjalnych i Ochrony Środowiska, w 1988 (wybrany zastępcą przewodniczącego MRN). W 1988 został równolegle wybrany do Wojewódzkiej Rady Narodowej w Krośnie, a podczas inauguracyjnej sesji bezskutecznie kandydował na przewodniczącego WRN oraz został wybrany przewodniczącym Komisji Ochrony Środowiska. Był działaczem Stronnictwa Demokratycznego, pełnił funkcję wiceprzewodniczącego Miejskiego Komitetu SD w Sanoku, 28 listopada 1988 wybrany członkiem sanockiego MK SD, był również wiceprzewodniczącym Wojewódzkiego Komitetu SD w Krośnie, 5 lutego 1985 otrzymał mandat delegata na XIII Kongres SD.

## Odznaczenia i wyróżnienia
- Krzyż Kawalerski Orderu Odrodzenia Polski (5 grudnia 2001, postanowieniem Prezydenta RP Aleksandra Kwaśniewskiego za wybitne zasługi w działalności na rzecz samorządu aptekarskiego; udekorowany podczas ogólnopolskich uroczystości ogólnopolskie z okazji 10-lecia samorządu aptekarskiego 18 grudnia 2001 na Zamku Królewskim w Warszawie)[35][36][37]
- Odznaka honorowa „Za zasługi dla ochrony zdrowia”[37]
- Odznaka „Zasłużony dla Sanoka” (1987)[38]
- Złota odznaka Polskiego Związku Emerytów, Rencistów i Inwalidów (2000)[39]
- Odznaka honorowa „Zasłużony dla Województwa Podkarpackiego” (2011, za pracę na rzecz środowisk swojego województwa i budowanie jego dobrego imienia w różnych grupach zawodowych)[9][40][37][41]
- Medal „Za zasługi dla aptekarstwa Podkarpacia” Podkarpackiej Okręgowej Izby Aptekarskiej w Rzeszowie[37]
- Medal im. prof. Bronisława Koskowskiego (przyznany przez Naczelną Radę Aptekarską)[37]
- Medal „Za zasługi dla aptekarstwa Podkarpacia” (przyznany przez Podkarpacką Okręgową Radę Aptekarską)[37]
- Medal XX-lecia Podkarpackiej Okręgowej Rady Aptekarskiej[37]
- Tytuł Honorowy „Mecenas Samorządu Aptekarskiego”[37]
- Tytuł Honorowy „Strażnik Wielkiej Pieczęci Aptekarstwa Polskiego”[37]
- „Jubileuszowy Adres” (1984)[42]